# Bộ ba kỳ dị (phim truyền hình)
Lemony Snicket's A Series of Unfortunate Events, hay đơn giản là A Series of Unfortunate Events, tiếng Việt: Bộ ba ky dị, là một sê-ri phim truyền hình thuộc thể loại hài kịch đen của nền tảng trực tuyến Netflix, phát triển bởi Mark Hudis và Barry Sonnenfeld, dựa trên tiểu thuyết cùng tên của Lemony Snicket. Phim có sự tham gia của các diễn viên như Neil Patrick Harris, Patrick Warburton, Malina Weissman, Louis Hynes, K. Todd Freeman, và Presley Smith; Lucy Punch, Avi Lake, và Dylan Kingwell tham gia vào dàn diễn viên của mùa hai.
Giống như tác phẩm Những cuộc phiêu lưu bất tận của Lemony Snicket, Bộ ba kỳ dị kể về cuộc sống khốn khó của ba đứa trẻ nhà Baudelaire, Violet, Klaus và Sunny, sau cái chết của cha mẹ chúng trong vụ phá hủy ngôi nhà của họ. Trong khi những đứa trẻ bị xáo trộn giữa các nhà nuôi dưỡng khác nhau, chúng bị truy đuổi bởi Bá tước Olaf, người mong muốn giành quyền kiểm soát quyền thừa kế Baudelaire rộng lớn trước khi bọn trẻ đến tuổi. Trên đường đi, Baudelaires khám phá ra mối liên hệ của cha mẹ họ với một hội kín khó nắm bắt.
Phần đầu tiên, được công chiếu vào ngày 13 tháng 1 năm 2017, bao gồm tám tập và chuyển thể bốn cuốn đầu tiên của bộ truyện. Phần thứ hai được đặt hàng vào tháng 3 năm 2017 và phát hành vào ngày 30 tháng 3 năm 2018, bao gồm mười tập và các cuốn chuyển thể từ năm đến chín. Phần thứ ba và phần cuối cùng, được công bố vào ngày 20 tháng 4 năm 2017 và phát hành vào ngày 1 tháng 1 năm 2019, bao gồm bảy tập và chuyển thể bốn cuốn sách còn lại.

Cả ba mùa đều nhận được sự hoan nghênh của giới phê bình, với các nhà phê bình khen ngợi thiết kế sản xuất, cách viết, sự trung thành với những cuốn sách và diễn xuất của dàn diễn viên, đặc biệt là Harris trong vai Bá tước Olaf.

## Các tập phim

### Mùa 1

#### Năm phát hành: 2017
Những đứa trẻ mồ côi phi thường nhà Baudelaire phải đối mặt với các thử thách, gian truân và kẻ hung ác Bá tước Olaf trong sứ mệnh khám phá bí mật lâu đời của gia đình.
1. Khởi đầu tồi tệ: Phần một
50ph
Câu chuyện rùng rợn của bọn trẻ nhà Baudelaire bắt đầu với một giọng kể vô cảm, một vụ hỏa hoạn kinh hoàng và sự xuất hiện như báo trước điềm gở của người họ hàng xa.
2. Khởi đầu tồi tệ: Phần hai
64ph
Trong lúc thư ký của ông Poe làm thêm giờ, Bá tước Olaf ép Violet và Klaus tham gia vở kịch "Hôn nhân kỳ diệu" mà ẩn sau đó là âm mưu xấu xa.
3. Gian phòng Bò sát: Phần một
48ph
Lũ trẻ nhà Baudelaire chuyển đến nhà người giám hộ mới là Tiến sĩ Montgomery, nhưng vị chuyên gia bò sát học nổi danh này lại thuê một gã trợ lý vốn chẳng phải ai xa lạ.
4. Gian phòng Bò sát: Phần hai
44ph
Klaus và Violet nghi ngờ Bá tước Olaf và lũ tay chân xấu xa là thủ phạm đằng sau thi thể vô hồn trong gian phòng bò sát. Sunny thấy thứ nằm trong một chiếc vali.
5. Cửa sổ mở rộng: Phần một
43ph
Ba cô nhi đến gặp bà mợ quả phụ Josephine tại Hồ Lachrymose – nơi có cái tên chẳng thể hợp hơn. Vị chuyên gia ngôn ngữ Josephine này vẫn đau đáu nỗi đau quá khứ.
6. Cửa sổ mở rộng: Phần hai
54ph
Klaus và Violet tìm kiếm manh mối trên lá thư đáng ngờ, trong đó có yêu cầu chuyển quyền giám hộ cho tay thuyền trưởng bất lương Sham – cũng là Bá tước Olaf giả trang.
7. Xưởng gỗ khốn khổ: Phần một
45ph
Chẳng yên lòng trước những lời buộc tội về cha mẹ, bọn trẻ đi tìm đáp án tại Xưởng cưa Mùi may mắn. Bá tước Olaf gặp lại một người tình cũ.
8. Xưởng gỗ khốn khổ: Phần hai
48ph
Klaus như trở thành con người khác sau khi được chữa trị bởi Orwell, nữ bác sĩ nhãn khoa với đám bệnh nhân lạc quan đến khó hiểu. Violet cố gắng minh oan cho cha mẹ.

### Mùa 2

#### Năm phát hành: 2018
Tai họa buộc anh em nhà Baudelaire phải đến những địa điểm ngày càng nguy hiểm, giúp họ xích lại gần hơn với lời giải đáp về bí ẩn về quá khứ mờ ám của bố mẹ họ.
1. Học viện khắc khổ: Phần một
46ph
Chị em nhà Baudelaire bắt đầu cuộc sống tại trường nội trú và gặp một cặp chị em ruột bí ẩn, có cuộc sống thảm thương kỳ lạ như chính họ.
2. Học viện khắc khổ: Phần hai
53ph
Bộ ba nhà Quagmire tiếp tục tìm kiếm, còn chị em nhà Baudelaire phải vật lộn để cân bằng giữa việc học tập và lịch tập có phần tra tấn của Bá tước Olaf.
3. Chiếc thang máy giả: Phần một
52ph
Violet, Klaus và Sunny được người mới nhận nuôi trong một tòa nhà sang trọng, có cầu thang bên trong và thang máy ở ngoài. Jacques Snicket đào tạo một tân binh.
4. Chiếc thang máy giả: Phần hai
42ph
Chị em nhà Baudelaire tìm thấy – rồi lại lạc mất bạn bè của mình – ở đáy hố thang máy. Bá tước Olaf tiến hành một cuộc đấu giá trá hình.
5. Ngôi làng tồi tệ: Phần một
48ph
Ông Poe đưa chị em nhà Baudelaire tới V.F.D., một ngôi làng yêu chim với những nét gợi nhớ đến miền Tây cũ xưa. Jacques và Olivia tiếp tục tìm chị em nhà Quagmire.
6. Ngôi làng tồi tệ: Phần hai
42ph
Những đứa trẻ mồ côi cảm thấy mình bị nghi ngờ sau một vụ giết người thảm khốc. Nhưng thời gian ngồi sau song sắt giúp họ nhận ra một điều quan trọng.
7. Bệnh viện thù địch: Phần một
45ph
Cuộc sống lẩn trốn đưa đẩy chị em nhà Baudelaire đến một bệnh viện kinh hoàng với một thư viện khổng lồ có thể giải đáp tất cả những câu hỏi của họ.
8. Bệnh viện thù địch: Phần hai
40ph
Klaus đeo râu và Sunny lùng sục khắp các căn phòng đổ nát của bệnh viện để tìm Violet đang bị giam trong tù dưới sự "chăm sóc" đáng ngờ của Bá tước Olaf.
9. Hội chợ thú ăn thịt: Phần một
46ph
Đi nào, tất cả hãy cùng đến rạp xiếc đáng sợ nhất thế giới, nơi những bí ẩn khó hiểu và một gương mặt quen thuộc đang chờ đợi.
10. Hội chợ thú ăn thịt: Phần hai
43ph
Vẫn đang đóng giả làm những con quái vật dính liền nhau trong hội chợ, chị em nhà Baudelaire chuẩn bị tinh thần cho số phận tồi tệ. Vận may liệu có xuất hiện... một lần?

### Mùa 3

#### Năm phát hành: 2019
Trong tập thứ 3 và cuối cùng của loạt phim, anh em nhà Baudelaire sẽ tiếp tục giải đáp những bí ẩn về CHTN và trốn tránh Bá tước Olaf.
1. Dốc núi trơn trượt: Phần một
44ph
Bá tước Olaf đưa Sunny đến trụ sở của CHTN, còn Klaus và Violet thì ở chính nơi mà cả hai bị bỏ lại: lao về phía vách núi.
2. Dốc núi trơn trượt: Phần hai
44ph
Sunny gửi tín hiệu từ trại của Bá tước Olaf – nơi một bộ đôi độc ác đang khơi dậy những mối bất an cũ. Một manh mối tại trụ sở CHTN dẫn đến một cuộc gặp định mệnh.
3. Hang động u ám: Phần một
45ph
Một thuyền trưởng tàu ngầm trẻ có quan hệ với CHTN tiết lộ đang đi tìm thố đường. Nhưng Esmé Squalor có nhiệm vụ tìm ra nó trước.
4. Hang động u ám: Phần hai
37ph
Khi tính mạng của Sunny rơi vào thế ngàn cân treo sợi tóc, Violet và Klaus điên cuồng tìm thuốc giải độc cứu mạng và phát hiện ra vị trí của Nơi an toàn cuối cùng.
5. Hiểm họa áp chót: Phần một
55ph
Nhiều bên tụ họp ở khách sạn Denouement, nơi nhân vật "JS" bí ẩn đã triệu tập CHTN. Mọi việc không phải lúc nào cũng như vẻ ngoài.
6. Hiểm họa áp chót: Phần hai
52ph
Những bí mật lớn được tiết lộ khi Bá tước Olaf bị đưa ra xét xử ở sảnh khách sạn. Nhà Baudelaire tiên phong đứng ra làm chứng, nhưng liệu công lý có được thực thi?
7. Hồi kết
53ph
Tập cuối đưa những đứa trẻ mồ côi đến hòn đảo hoang vắng đã lấy đi nhiều mạng sống, cũng là nơi của những câu chuyện xưa cũ và khởi đầu mới. Tất cả sẽ kết thúc tại đây.

## Giải thưởng
| Năm  | Giải                                     | Hạng mục                                                             | Nominee                                                                                                 | Kết quả   | Ref    |
| ---- | ---------------------------------------- | -------------------------------------------------------------------- | --- | --------- | ------ |
| 2017 | Leo Awards                               | Best Visual Effects in a Dramatic Series                             | Luis Alejandro Guevara, Bob Habros, Cale Jacox, Ron Simonson, Jeffrey De Guzman                         | Đề cử     | [ 4 ]  |
| 2017 | Leo Awards                               | Best Make-Up in a Dramatic Series                                    | Rita Ciccozzi, Krista Seller, Tanya Hudson, Gitte Axen                                                  | Đoạt giải | [ 4 ]  |
| 2017 | Leo Awards                               | Best Hairstyling in a Dramatic Series                                | Julie Mchaffie, Dianne Holme, Jenine Lehfeldt                                                           | Đoạt giải | [ 4 ]  |
| 2017 | Leo Awards                               | Best Guest Performance by a Female in a Dramatic Series              | Sara Canning                                                                                            | Đề cử     | [ 4 ]  |
| 2017 | Saturn Awards                            | Best New Media Television Series                                     | A Series of Unfortunate Events                                                                          | Đề cử     | [ 5 ]  |
| 2017 | Primetime Emmy Awards                    | Outstanding Music Composition for a Series (Original Dramatic Score) | James Newton Howard                                                                                     | Đề cử     | [ 6 ]  |
| 2017 | Gold Derby TV Awards                     | Comedy Actor                                                         | Neil Patrick Harris                                                                                     | Đề cử     | [ 7 ]  |
| 2017 | Hollywood Music in Media Awards          | Main Title Theme – TV Show/Limited Series                            | Nick Urata và Daniel Handler                                                                            | Đoạt giải | [ 8 ]  |
| 2017 | Peabody Awards                           | Children's & Youth Programming                                       | A Series of Unfortunate Events                                                                          | Đoạt giải | [ 9 ]  |
| 2017 | Primetime Emmy Awards                    | Outstanding Music Composition for a Series (Original Dramatic Score) | James Newton Howard                                                                                     | Đề cử     | [ 10 ] |
| 2018 | Satellite Awards                         | Best Actor in a Series – Comedy or Musical                           | Neil Patrick Harris                                                                                     | Đề cử     | [ 11 ] |
| 2018 | Art Directors Guild Awards               | One-Hour Period or Fantasy Single-Camera Series                      | "The Bad Beginning: Part One", "The Reptile Room: Part One", "The Wide Window: Part One"                | Đề cử     | [ 12 ] |
| 2018 | Primetime Emmy Awards                    | Outstanding Children's Program                                       | A Series of Unfortunate Events                                                                          | Đề cử     | [ 13 ] |
| 2018 | Primetime Emmy Awards                    | Outstanding Fantasy/Sci-Fi Costumes                                  | "The Vile Village: Part 1"                                                                              | Đề cử     | [ 13 ] |
| 2019 | Art Directors Guild Awards               | One-Hour Period or Fantasy Single-Camera Series                      | "The Ersatz Elevator: Part One"                                                                         | Đề cử     | [ 14 ] |
| 2019 | Producers Guild of America Awards        | Outstanding Children's Program                                       | A Series of Unfortunate Events (Season 2)                                                               | Đề cử     | [ 15 ] |
| 2019 | Writers Guild of America Awards          | Children's Script – Episodic and Specials                            | "Carnivorous Carnival: Part One", Teleplay by Joe Tracz                                                 | Đề cử     | [ 16 ] |
| 2019 | Writers Guild of America Awards          | Children's Script – Episodic and Specials                            | "The Ersatz Elevator: Part One", Teleplay by Daniel Handler                                             | Đoạt giải | [ 16 ] |
| 2019 | Directors Guild of America Awards        | Outstanding Directorial Achievement in a Children's Program          | Allan Arkush (for "The Hostile Hospital: Part 1")                                                       | Đề cử     | [ 17 ] |
| 2019 | Directors Guild of America Awards        | Outstanding Directorial Achievement in a Children's Program          | Barry Sonnenfeld (for "The Vile Village: Part 1")                                                       | Đề cử     | [ 17 ] |
| 2019 | Directors Guild of America Awards        | Outstanding Directorial Achievement in a Children's Program          | Bo Welch (for "The Ersatz Elevator: Part 1")                                                            | Đề cử     | [ 17 ] |
| 2019 | Costume Designers Guild Awards           | Excellence in Sci-Fi/Fantasy Television                              | Cynthia Summers                                                                                         | Đề cử     | [ 18 ] |
| 2019 | Artios Awards                            | Children's Pilot and Series (Live Action)                            | David Rubin Corinne Clark (Location Casting) Jennifer Page (Location Casting) Andrea Bunker (Associate) | Đoạt giải | [ 19 ] |
| 2019 | Make-Up Artists and Hair Stylists Guilds | Children and Teen Television Programming – Best Make-Up              | Rita Ciccozzi, Krista Seller, Bill Terezakis                                                            | Đoạt giải | [ 20 ] |
| 2019 | Make-Up Artists and Hair Stylists Guilds | Children and Teen Television Programming – Best Hair Styling         | Julie McHaffie, Dianne Holme for A Series of Unfortunate Events                                         | Đoạt giải | [ 20 ] |
| 2019 | Kid's Choice Awards                      | Favorite TV Drama                                                    | A Series of Unfortunate Events                                                                          | Đề cử     | [ 21 ] |
| 2019 | Kid's Choice Awards                      | Favorite Male TV Star                                                | Neil Patrick Harris                                                                                     | Đề cử     | [ 21 ] |
| 2019 | Primetime Emmy Awards                    | Outstanding Children's Program                                       | A Series of Unfortunate Events                                                                          | Đề cử     | [ 22 ] |
| 2020 | Costume Designers Guild Awards           | Excellence in Sci-Fi/Fantasy Television                              | Cynthia Summers (for "Penultimate Peril: Part 2")                                                       | Đề cử     | [ 23 ] |
| 2020 | Make-Up Artists and Hair Stylists Guilds | Children and Teen Television Programming – Best Make-Up              | Rita Ciccozzi, Tanya Hudson, Krista Seller                                                              | Đoạt giải | [ 24 ] |
| 2020 | Make-Up Artists and Hair Stylists Guilds | Children and Teen Television Programming – Best Hair Styling         | Julie McHaffie, Dianne Holme                                                                            | Đoạt giải | [ 24 ] |
| 2020 | Producers Guild of America Awards        | Outstanding Children's Program                                       | A Series of Unfortunate Events (Season 3)                                                               | Đề cử     | [ 25 ] |
| 2020 | Directors Guild of America Awards        | Outstanding Directing – Children's Programs                          | Barry Sonnenfeld (for "Penultimate Peril: Part 1")                                                      | Đề cử     | [ 26 ] |
| 2020 | Art Directors Guild Awards               | One-Hour Period or Fantasy Single-Camera Series                      | Bo Welsh (for "Penultimate Peril: Part 1")                                                              | Đề cử     | [ 27 ] |